# Robert Englund
Pour les articles homonymes, voir Englund.
Robert Englund, né le 6 juin 1947 à Glendale (Californie), est un acteur américain.

## Biographie
Englund naît le 6 juin 1947 à Glendale, en Californie, fils de Janis (née MacDonald) et de Clyde Kent Englund, un ingénieur aéronautique qui a contribué au développement de l'avion Lockheed U-2. Il commence à étudier le théâtre à l'âge de douze ans, en accompagnant un ami à un programme de théâtre pour enfants à l'Université d'État de Californie à Northridge.
Au lycée, il fréquente la Cranbrook Theatre School (organisée par la Cranbrook Community) à Bloomfield Hills, dans le Michigan. Il a ensuite fréquenté l'UCLA pendant trois ans, avant d'abandonner ses études et d'être transféré à l'Université d'Oakland, où il s'est formé au Meadow Brook Theater, à l'époque une branche de la Royal Academy of Dramatic Art.
Englund connaît cinq années de succès dans le théâtre régional, notamment dans des pièces de Shakespeare et de Bernard Shaw. Puis, il revient sur la côte ouest à la recherche d'un travail au cinéma et décroche un rôle secondaire dans le film Buster et Billie réalisé par Daniel Petrie.

### Carrière

#### 1983 - 1984: le gentil extra-terrestre, Willie
En 1983-1984, dans la série télévisée V, il tient le rôle d'un « gentil » : au début, il fait partie des visiteurs, extra-terrestres qui envahissent la Terre ; il est un simple exécutant de base parmi les envahisseurs. Mais ensuite il devient membre de la résistance terrestre aux côtés des humains. Ici, Robert Englund est à l'extrême opposé de son rôle le plus célèbre, celui de Freddy Krueger.

#### 1984:Les Griffes de la nuit
Son rôle le plus célèbre est Freddy Krueger, tueur en série et personnage de cauchemar dans la série de films d'horreur Freddy (A Nightmare on Elm Street). Il a par la suite incarné à chaque fois ce personnage dans les différents opus des Freddy. Le succès de la saga va surtout cloisonner l'acteur dans le cinéma de genre, sa filmographie ne tournant plus qu'autour de l'épouvante.

#### Autres performances
De 2005 à 2007, il prête sa voix au méchant de DC Comics Riddler dans la série d'animation The Batman.
En 2011, il apparaît aux côtés du réalisateur George A. Romero, de l'actrice Sarah Michelle Gellar ainsi que des acteurs Danny Trejo et Michael Rooker, dans la carte Call of the Dead  du mode zombies du jeu vidéo Call of Duty: Black Ops, 7e épisode de la franchise Call of Duty. Il reprend également le rôle de Freddy Krueger dans un contenu téléchargeable du jeu de combat Mortal Kombat. Enfin, il apparaît en tant qu'invité dans un épisode spécial halloween de la deuxième saison de la série Hawaii 5-0.
En 2012, il est invité dans un épisode de la septième saison de la série Esprits criminels
.
En 2017, il prête sa voix au méchant de DC Comics Scarecrow dans le jeu de combat Injustice 2.
En 2022, il apparaît dans la quatrième saison de la série Stranger Things.

## Filmographie

### Acteur

#### Cinéma
- 1974 : Buster & Billie (en) de Daniel Petrie : Whitney
- 1975 : La Cité des dangers (Hustle) de Robert Aldrich : L'homme du hold-up
- 1975 : Sunburst (en) de James Polakof : Michael Sutherland
- 1976 : Stay Hungry de Bob Rafelson : Franklin
- 1976 : Monsieur St. Ives de J. Lee Thompson : Une crapule
- 1977 : Le Crocodile de la mort (Eaten Alive), de Tobe Hooper : Buck
- 1977 : Une étoile est née (A Star Is Born) de Frank Pierson : Marty
- 1977 : La Dernière Route (The Last of the Cowboys) de John Leone : Beebo Crozier
- 1978 : American Party (Big Wednesday) de John Milius : Fly
- 1978 : The Fifth Floor (en) de Howard Avedis (en) : Benny
- 1978 : Les Chaînes du sang (Bloodbrothers) de Robert Mulligan : Mott
- 1981 : Réincarnations (Dead & Buried) de Gary Sherman : Harry
- 1981 : La Galaxie de la terreur (Galaxy of Terror) de Bruce D. Clark : Ranger
- 1982 : Don't Cry, It's Only Thunder de Peter Werner : Tripper
- 1984 : Les Griffes de la nuit (A Nightmare On Elm Street), de Wes Craven : Freddy Krueger
- 1985 : La Revanche de Freddy (A Nightmare On Elm Street Part 2: Freddy's Revenge), de Jack Sholder : Freddy Krueger
- 1986 : Stargrove et Danja, agents exécutifs (Never Too Young To Die) de Gil Bettman : Riley
- 1987 : Les Griffes du cauchemar (A Nightmare On Elm Street 3: Dream Warriors), de Chuck Russell : Freddy Krueger
- 1988 : Le Cauchemar de Freddy (A Nightmare On Elm Street 4: The Dream Master), de Renny Harlin : Freddy Krueger
- 1989 : L'Enfant du cauchemar (A Nightmare On Elm Street: The Dream Child), de Stephen Hopkins : Freddy Krueger
- 1990 : Le Fantôme de l'Opéra (The Phantom of the Opera) de Dwight H. Little : Erik Destler / le Fantôme
- 1990 : The Adventures of Ford Fairlane de Renny Harlin : Smiley
- 1991 : La Fin de Freddy - L'ultime cauchemar (Freddy's Dead: The Final Nightmare), de Rachel Talalay : Freddy Krueger
- 1992 : Danse Macabre (en) de Greydon Clark : Anthony Wager / Madame
- 1993 : Nuit de la Terreur (Night Terrors) de Tobe Hooper : le Marquis de Sade / Paul
- 1994 : Freddy sort de la nuit (Wes Craven's New Nightmare) de Wes Craven : Freddy Krueger / Lui-même
- 1995 : The Mangler de Tobe Hooper : William Gartley
- 1996 : La Langue tueuse (The Killer Tongue) de Alberto Sciamma : Chef Screw
- 1996 : The Paper Brigade (en) de Blair Treu : Crazy Man Cooper
- 1997 : Wishmaster de Robert Kurtzman : le professeur Beaumont
- 1997 : Perfect Target (en) de Sheldon Lettich : le colonel Shakwell
- 1997 : Starquest II (en) de Fred Gallo (en) : Père O'Neill
- 1998 : Urban Legend, de Jamie Blanks : le professeur William Wexler
- 1998 : Meet the Deedles de Steve Boyum : Nemo
- 1998 : Strangeland de John Pieplow : Jackson Roth
- 2002 : Wish You Were Dead (it) (Wish You Were Dead) de Valerie McCaffrey : Bernie Garces
- 2003 : Freddy contre Jason (Freddy Vs. Jason) de Ronny Yu : Freddy Krueger
- 2003 : Like A Bad Dream d'Antonio Mitrikeski : le professeur
- 2003 : Le Retour de Cagliostro (Il ritorno di Cagliostro) de Daniele Ciprì et de Franco Maresco : Erroll Douglas
- 2003 : Nobody Knows Anything! de William Tannen : Jack Sampson
- 2004 : Dubbed and Dangerous 3 : M. Englund
- 2005 : 2001 Maniacs, de Tim Sullivan : le maire Buckman
- 2006 : Cœur Sanglant (en) (Heartstopper), de Bob Keen (en) : le Shérif Berger
- 2006 : Butcher : La Légende de Victor Crowley de Adam Green : Sampson
- 2006 : Derrière le masque (Behind the Mask: The Rise of Leslie Vernon) de Scott Glosserman (en) : Doc Halloran
- 2007 : Jack Brooks : Monster Slayer de Jon Knautz (it) : le professeur Gordon Crowley
- 2008 : Zombie Strippers de Jay Lee : Ian
- 2008 : Red (en) de Trygve Allister Diesen (en) et Lucky McKee : Willie Doust
- 2009 : Night of the Sinner d'Alessandro Perrella (de) : le Prince
- 2010 : I Want to Be a Soldier (De mayor quiero ser soldado) de Christian Molina (en) : le psychologue
- 2011 : Inkubus (en) de Glenn Ciano (en) : Inkubus
- 2011 : Good Day For It (en) de Nick Stagliano (en) : Wayne Jackson
- 2011 : The Moleman of Belmont Avenue (en) de Mike Bradecich et John LaFlamboy : Hezekiah Confab
- 2012 : Strippers vs Werewolves (en) de Jonathan Glendening : Tapper
- 2013 : Sanitarium de Brian Ortiz, Brian Ramirez et Kerry Valderrama : Sam (dans le segment "Figuratively Speaking")
- 2014 : The Last Showing (en) de Phil Hawkins (en) : Stuart Lloyd
- 2014 : Fear Clinic (en) de Robert Green Hall (en) : le docteur Andover
- 2015 : Massacre au palais du rire (The Funhouse Massacre) d'Andy Palmer : Kane
- 2017 : Death House (en) de B. Harrison Smith : Freddy Krueger
- 2017 : Nightworld (en) de Patricio Valladares (en) : Jacob
- 2022 : Choose or Die de Toby Meakins : Lui-même

#### Télévision

##### Téléfilms
- 1977 : Young Joe, the Forgotten Kennedy (en) (téléfilm) : Willy
- 1978 : The Courage and the Passion (téléfilm) : Sgt. Bell
- 1979 : The Ordeal of Patty Hearst (téléfilm) : Informer
- 1979 : Mind Over Murder (téléfilm) : Ted Beasly
- 1982 : Thou Shalt Not Kill (téléfilm) : Bobby Collins
- 1982 : Mysterious Two (téléfilm) : Boone
- 1983 : The Fighter (téléfilm) : Charlie
- 1983 : Starflight: The Plane That Couldn't Land (en) (téléfilm) : Scott
- 1983 : Je veux vivre ! (I Want to Live) (téléfilm) : Sam Cooper
- 1983 : Hobson's Choice (téléfilm) : Freddy Beenstock
- 1987 : Infidelity (téléfilm) : Scott
- 1994: Perry Mason: épisode 28 "Échec à la dame" : Peter
- 1994 : Mortal Fear (téléfilm) : Dr Ralph Wannamaker
- 1995 : The Unspoken Truth (téléfilm) : Ernest Trainor
- 2000 : Python (téléfilm) : Dr Anton Rudolph
- 2001 : Face à l'ouragan (Windfall) (téléfilm) : Scratch
- 2007 : Les Guêpes mutantes (Black Swarm) de David Winning (téléfilm) : Eli Giles
- 2012 : Lake Placid: The Final Chapter (Lake Placid: The Finbal Chapter) de Don Michael Paul (téléfilm) : Jim Bickerman

##### Séries télévisées
- 1978 : Sergent Anderson (Police Woman) (série TV) : Jonas
- 1979 : Soap (série TV) : Simon
- 1980 : Drôles de dames (Charlie's Angels) (série TV) : Harold Belkin
- 1981 : Chips (série TV) : Zack
- 1981 : Pour l'amour du risque (Hart to Hart) (série TV) : Buddy Kilgore
- 1983 : Simon et Simon (série TV) : 3-Card Monty
- 1983 : Manimal (série TV) : Thug
- 1983 : V (mini-série): Willie
- 1984 : V, la Bataille finale (V: The final Battle) (mini-série) : Willie
- 1984-1985 : V, la série (série TV) : Willie
- 1985 : Rick Hunter (série TV) : Vaughn
- 1986 : K 2000 (Knight Rider) (série TV) : Edward Kent
- 1986-1987 : Downtown (en) (série TV) : Dennis Shothoffer
- 1986 : MacGyver (saison 1 épisode 13 "Atome crochu") : Tim Wexler
- 1988-1990 : Freddy, le cauchemar de vos nuits (Freddy's Nightmare) (série TV) : Freddy Krueger
- 1992 : Nightmare cafe (série TV) : Blackie
- 1996 : Babylon 5 (série TV) : Jeremiah (saison 3 épisode 19 "Le secteur gris 17 ne répond plus")
- 1996 : Sliders (série TV) : Dr James Aldohn
- 1996 : Walker, Texas Ranger (série TV) : Lyle Eckert
- 1997 : Mariés, deux enfants (Married with children) (série TV) : Lucifer
- 2001 : Charmed (série TV) : Gammill
- 2002-2005 : La Ligue des justiciers : Felix Faust (voix)
- 2005 : Les Maîtres de l'horreur (série TV) : The M.C.
- 2005-2007 : Batman : The Riddler (voix)
- 2010 : Chuck (Série TV) : Dr Stanley Wheelwright
- 2010 : Bones (série TV) : Ray Buxley, saison 5 épisode 17
- 2010 : Supernatural (série TV) : Dr Robert, saison 6 épisode 11
- 2011 : Hawaii 5-0 (série TV) : Samuel Lee, saison 2 épisode 8
- 2012 : Esprits criminels (série TV) : Inspecteur Gassner, saison 7 épisode 19
- 2018 : Spy Kids : Mission critique (Spy Kids: Mission Critical) (série télévisée d'animation) - 1 épisode : la voix déguisée de l'agent No-One
- 2022 : Stranger Things (série TV) : Victor Creel, saison 4

### Réalisation
- 1988 : La Ligne du Diable (en)
- 1989 : Freddy, le cauchemar de vos nuits (Freddy's Nightmare) (série TV) 2 épisodes
- 2008 : Killer Pad (en)

## Distinctions

### Récompenses
- Fantafestival 1995 : meilleur acteur pour The Mangler
- Saturn Awards 2001 : Life Career Award
- Festival international du film fantastique de Catalogne 2007 : Lauréat du Prix d'Honneur Time-Machine
- New York City Horror Film Festival (en) 2010 : Lauréat du Prix pour l'ensemble de sa carrière
- CinEuphoria Awards (es) 2020 : Lauréat du Prix d'Honneur pour l'ensemble de sa carrière
- Online Film & Television Association Awards 2021 : meilleur personnage pour Les Griffes de la nuit

### Nominations
- Saturn Awards 1988 : Meilleur acteur dans un second rôle pour Les Griffes du cauchemar
- Saturn Awards 1990 : Meilleur acteur dans un second rôle pour Le Cauchemar de Freddy
- Fangoria Chainsaw Awards 2004 : meilleur acteur pour Freddy contre Jason
- Fangoria Chainsaw Awards 2009 : meilleur acteur dans un second rôle pour Jack Brooks : Monster Slayer
- The Streamy Awards 2010 : meilleur acteur dans une série télévisée dramatique du web pour Fear Clinic
- Gold Derby Awards 2022 : meilleur artiste invité dans une série télévisée fantastique pour Stranger Things
- Online Film & Television Association Awards 2022 : meilleur artiste invité dans une série télévisée fantastique pour Stranger Things
- Saturn Awards 2022 : Meilleur artiste invité dans un programme en streaming dans une série télévisée fantastique pour Stranger Things

## Voix francophones
En version française, son rôle de Freddy Krueger est doublé par Henry Djanik dans Les Griffes de la nuit et La Revanche de Freddy, par Pascal Renwick dans Freddy, le cauchemar de vos nuits et Freddy contre Jason ainsi que par Olivier Hémon dans Le Cauchemar de Freddy et Joël Zaffarano dans Freddy sort de la nuit.
Son rôle dans les œuvres V est doublé par  Jean-Claude Montalban dans la mini-série de 1983 ainsi que dans la série de 1984. Patrick Préjean, le double quant à lui dans V : La Bataille finale, après l'avoir doublé dans Drôles de dames.
Robert Englund est également doublé à deux reprises par Richard Darbois dans Meet the Deedles et Les Maîtres de l'horreur ainsi qu'à titre exceptionnel par Gérard Hernandez dans Le Crocodile de la mort, Philippe Ogouz dans Une étoile est née, Serge Lhorca dans Réincarnations, Jean-Pierre Leroux dans Le Fantôme de l'Opéra, Francis Lax dans Les Aventures de Ford Fairlane, Jean Lescot dans Wishmaster, Bernard Alane dans Urban Legend, Patrick Osmond dans Derrière le masque, Jean-Pierre Cliquet dans Choose or Die et Jean-François Vlérick dans la série Stranger Things.